# جان ماري درجو
جان ماري درجو (بالفرنسية: Jean-Marie Dreujou)‏ (و. 1959 – م) هو مصور سينمائي من فرنسا. ولد في تور. 

## وصلات خارجية
- جان ماري درجو على موقع IMDb (الإنجليزية)
- جان ماري درجو على موقع قاعدة بيانات الأفلام العربية
- جان ماري درجو على موقع ألو سيني (الفرنسية)
- جان ماري درجو على موقع أول موفي (الإنجليزية)
- جان ماري درجو على موقع قاعدة بيانات الأفلام السويدية (السويدية)
- جان ماري درجو على موقع قاعدة بيانات الفيلم (الإنجليزية)
- جان ماري درجو على موقع كينوبويسك (الروسية)